# Monika Kowalska (luchadora)
Monika Janina Kowalska (Piotrków Trybunalski, 25 de agosto de 1976) es una deportista polaca que compitió en lucha libre. Ganó cuatro medallas en el Campeonato Europeo de Lucha entre los años 1996 y 2003.

## Palmarés internacional
| Campeonato Europeo | Campeonato Europeo      | Campeonato Europeo | Campeonato Europeo |
| Año                | Lugar                   | Medalla            | Categoría          |
| ------------------ | ----------------------- | ------------------ | ------------------ |
| 1996               | Oslo (Noruega)          | Medalla de bronce  | 75 kg              |
| 1997               | Varsovia (Polonia)      | Medalla de oro     | 75 kg              |
| 1998               | Bratislava (Eslovaquia) | Medalla de bronce  | 75 kg              |
| 2003               | Riga (Letonia)          | Medalla de bronce  | 72 kg              |